# Simone Pafundi
Simone Pafundi, né le 14 mars 2006 à Monfalcone en Italie, est un footballeur international italien qui évolue au poste de milieu offensif à l'Udinese Calcio.

## Biographie
Simone Pafundi est né à Monfalcone, dans le septentrional Frioul-Vénétie Julienne, mais ses parents sont originaires de Naples,. Né en mars 2006, il est agé de seulement quelques mois quand l'Italie remporte sa quatrième Coupe du monde,,.

### Carrière en club
Pafundi touche ses premiers ballons dans sa ville natale — licencié à l'Unione Fincantieri Monfalcone dès l'âge de 5 ans — avant d'être repéré par l'Udinese en 2014, intégrant ainsi le centre de formation de l'équipe de Serie A à 8 ans.
Lors de la saison 2021-22, Pafundi s'illustre d'abord en Primavera, totalisant 6 buts et 7 passes décisives en 16 matches de la deuxième division du championnat des moins de 19 ans qui est remporté par les Udinates,,. Ces performances lui valent de signer son premier contrat professionnel avec l'Udinese le jour de son seizième anniversaire,, — il est le premier 2006 d'Italie à signer un tel contrat — avant de recevoir ses premières convocations en équipe première au printemps suivant,.
Le 22 mai 2022, Pafundi fait ses débuts professionnels avec l'Udinese, remplaçant Roberto Pereyra à la 68e minute du dernier match de la saison de l'équipe, une victoire 4-0 à l'extérieur contre la Salernitana en championnat,. Il devient à cette occasion le premier joueur né en 2006 à prendre part à un match de Serie A,,,,.
En début de saison 2022-23, Simone Pafundi intègre pleinement l'équipe première frioulienne, mais s'il figure régulièrement sur le banc, il ne joue pas d'autres match en professionnel, faisant ainsi son essor précoce en sélection avec seulement 22 minutes de jouées au plus haut niveau. Pour autant, il continue à s'illustrer en Primavera, cumulant alors 9 buts et 15 passes décisives en 36 rencontres.
Le 25 janvier 2024, Pafundi rejoint en prêt le Lausanne-Sport, en Super League, en Suisse. Il effectue des débuts remarqués et encourageants. Il participe au maintien du club dans l'élite, mais se blesse à deux reprises durant l'été 2024.  Il est ainsi peu aligné en début de saison 2024-2025. Ces déboires physiques, entre autres, dissuadent le Lausanne-Sport à débourser l'option d'achat de 15 millions d'euros à la fin de son prêt le 31 décembre 2024. Pafundi retourne ainsi à l'Udinese Calcio,.

### Carrière en sélection

#### Équipes juniors
Simone Pafundi est international italien en équipe de jeunes, Bernardo Corradi lui offrant sa première sélection avec les moins de 17 ans dès septembre 2021, à l'occasion d'un match amical contre la Belgique.
Avec cette équipe il s'illustre ensuite une année après, lors des qualifications à l'Euro U17 : il marque un doublé contre le Kosovo ; puis contre la Finlande et la Grèce, il enregistre un but et une passe décisive à chaque match.

#### Équipe senior
En mai 2022, Simone Pafundi est appelé par Roberto Mancini, le sélectionneur de l'équipe d'Italie senior, pour participer à une session d'entrainement avec 52 autres espoirs du football italien, dont Pafundi est le plus jeune,,.
En novembre de la même année, il reçoit sa première convocation officielle en équipe senior pour deux matches amicaux contre l'Albanie et l'Autriche,,.
Pafundi fait ses débuts avec l'équipe d'Italie le 16 novembre 2022, entrant en jeu à la place de Marco Verratti dans les derniers instants de la victoire 3-1 en Albanie,. Jouant sans complexe, il se montre déjà dangereux dans les quelques minutes qu'il joue avec le numéro 25, alors que le score est déjà acquis, mais que les Albanais viennent de passer très proche de réduire le score,,.
Il devient à ce moment-là le troisième plus jeune international de l'histoire de l'équipe italienne (en) et le premier joueur à faire ses débuts avant ses 17 ans depuis 111 années,,. Il dépasse alors en précocité plusieurs de ses coéquipiers, pourtant déjà en très en avance sur les standards de l'aire professionnelle, à l'image de Giorgio Scalvini ou Gianluigi Donnarumma. Certains médias le désignent comme le deuxième plus jeune international italien, notamment car dans ses deux prédécesseurs, seul le record de Renzo De Vecchi est certain, l'âge de Rodolfo Gavinelli (en) étant lui sujet à caution,.